# Matthew Heafy

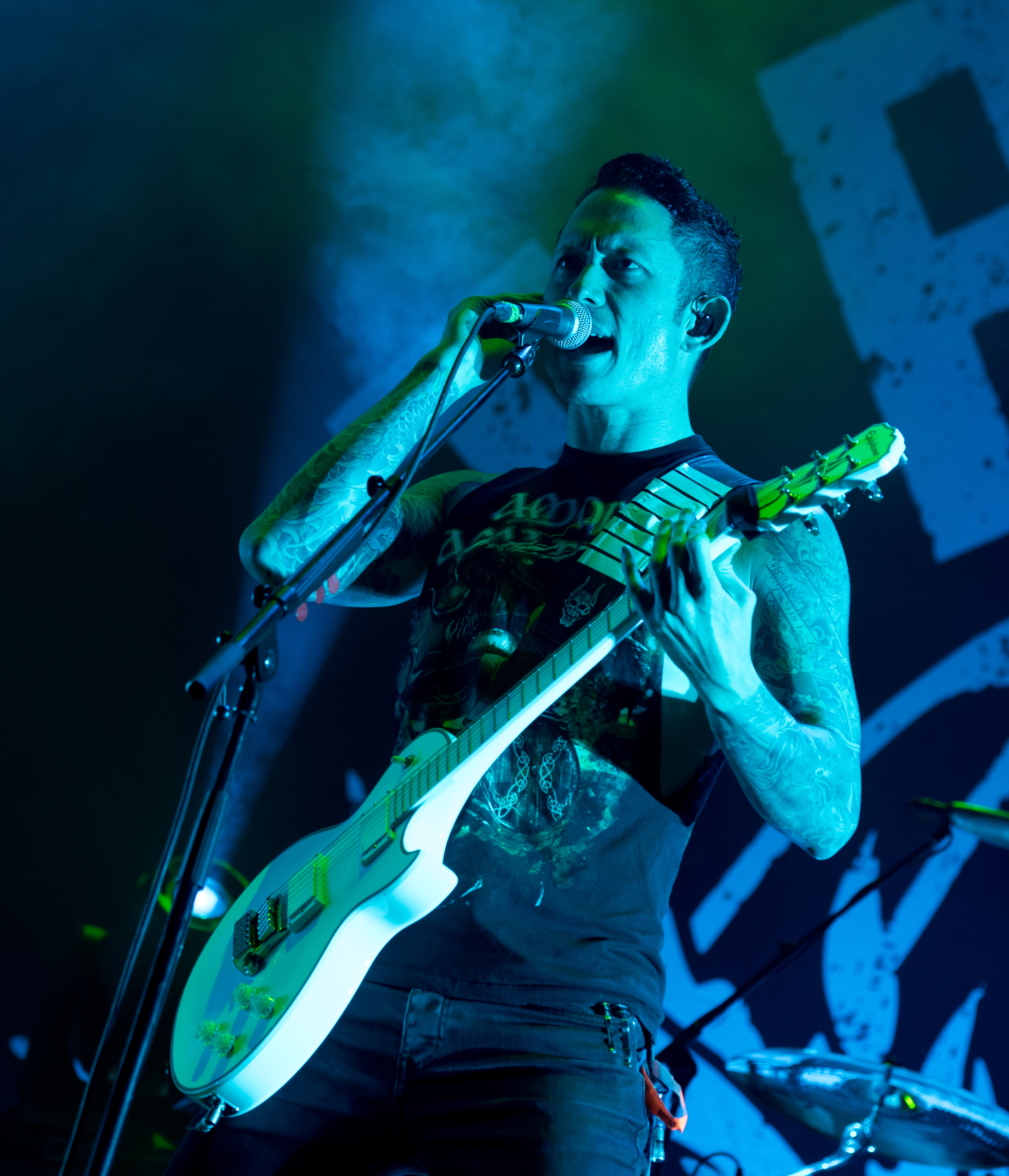
Matt Heafy (2017)

Matthew Kiichi „Matt“ Heafy (* 26. Januar 1986 in Iwakuni, Japan) ist ein US-amerikanischer Sänger und Gitarrist. Er ist Leadsänger der Metal-Bands Trivium und Capharnaum. 2022 gründete er eine Black-Metal-Band namens Ibaraki, in der er ebenfalls Frontmann ist.
Heafys Mutter ist Japanerin, sein Vater Ire mit einem deutschen Elternteil.

## Karriere

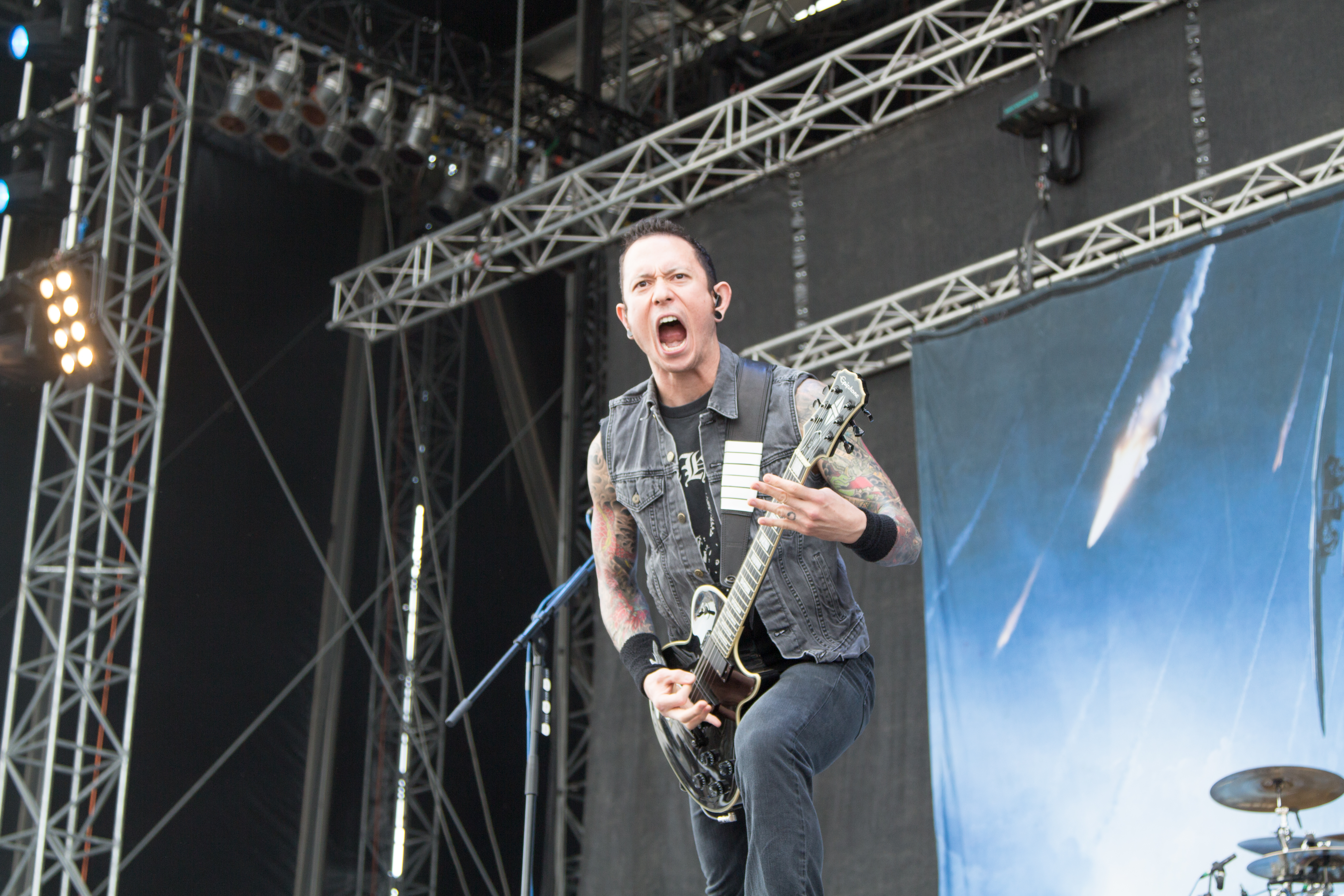
Heafy am Nova Rock 2014

Matthew Heafy wurde von seinen jetzigen Bandkollegen bei einer Talentshow an der Teague Middle School in Altamonte Springs (Florida) entdeckt. Heafy spielte und sang dort das Lied „No Leaf Clover“ von Metallica. Nachdem Heafy sich Trivium anschloss, übernahm er die Rhythmusgitarre und den Gesang. Zusammen mit Leadgitarrist Corey Beaulieu übernimmt er das Songwriting für Trivium.
Er gewann den Golden God Award bei den Metal Hammer Golden God Awards 2006.
Heafy schreibt zurzeit eine Kolumne für das Fachmagazin Guitar World. Er wird dabei von seinem Bandkollegen Corey Beaulieu unterstützt. Die erste Kolumne erschien in der August-Ausgabe 2006.
Anfang 2022 schloss sich Matthew Heafy für die Veröffentlichung des in Reimform verfassten Bilderbuchs Ibaraki And Friends mit dem US-amerikanischen Graphic Novel-Unternehmen Z2 Comics zusammen. Das Bilderbuch enthält japanische Volksmärchen und Mythologien, die Heafy in seiner Kindheit inspirierten. Zeitgleich brachte der Sänger als musikalische Ergänzung zum Buch die CD IBARAKI AND FRIENDS heraus.

### Tomorrow is Monday
Nach Ember to Inferno entschied sich Matt zu einem Experiment mit Post-Hardcore-Musik und gründete eine Scherz-Band mit Namen Tomorrow Is Monday. Die Band veröffentlichte nur einen einzigen Song: Head on Collision with a Rosebush Catching Fire. Matt erklärte in einem Interview mit dem britischen Magazin Rock Sound, dass das Lied in nur einer Stunde geschrieben, aufgenommen und produziert wurde.

### Roadrunner United
Im Jahr 2005 veröffentlichte das Label Roadrunner Records zum 25-jährigen Jubiläum das Album Roadrunner United. Heafy war neben Joey Jordison (Slipknot), Robb Flynn (Machine Head) und Dino Cazares (Fear Factory) einer der vier „Team-Kapitäne“, die am Songwriting beteiligt waren. Für das Projekt wählten die vier Kapitäne 57 Musiker aus 45 ehemaligen und derzeitigen Roadrunner-Bands aus, die die geschriebenen Titel eingespielt und aufgenommen haben. Vielfach wurden die von Heafy geschriebenen Songs als die besten des Albums gehandelt.

## „Signature“-Gitarren
Im Frühjahr 2013 widmete der Gitarrenhersteller Epiphone Heafy gleich zwei Signaturmodelle. Eine Les Paul Custom und eine Les Paul Custom als 7-Saiter. Beide Gitarren haben einen Mahagoni-Hals und Korpus mit einer gewölbten Ahorn-Decke. Die Gitarren gibt es in schwarz (Ebony) und weiß (Snowflake). Beide Gitarren setzen auf aktive Tonabnehmer von EMG. Während das 6-Saiter-Modell einen EMG-85- (Hals) und EMG-81-Humbucker (Steg) verbaut hat, hat das 7-Saiter-Modell einen EMG-707 (Hals) und einen EMG-81-7 (Steg).

## Diskografie

### Trivium
siehe Trivium (Band)/Diskografie

### Capharnaum
- Fractured (2005)

### MindScar
- Mindscar EP, (2001)

### Tomorrow is Monday
- Lush Like an Antpile (2004)

1. Head on Collision with a Rosebush Catching Fire

### Andere
- Roadrunner United (2005)
- Metallica-Cover (Master of Puppets): Remastered (2006)
- Maiden Heaven: A Tribute to Iron Maiden (2008)